# Teleférico de Uruapan
El Teleférico de Uruapan será un sistema de transporte que ofrecerá servicio en la ciudad de Uruapan, en el Estado de Michoacán, en México.
Será el tercer sistema de teleférico comercial en el país, tras el Mexicable del Estado de México y el Cablebús de la Ciudad de México, y el primero fuera del Área Metropolitana del Valle de México.
Se planea que sea inaugurado en septiembre de 2025.

## Líneas
El sistema únicamente contará con una línea. Tendrá seis estaciones: IMSS, Libramiento Oriente, Plaza Ágora, Presidencia, Centro y Mercado Poniente. Tendrá una longitud de 8.4 kilómetros en sentido este-oeste.
| Estación            | Iconografía   | Estado          | Inauguración                     | Tipo de estación | Lugares de Interés                                                        |
| ------------------- | ------------- | --------------- | -------------------------------- | ---------------- | ------------------------------------------------------------------------- |
| IMSS                | Por confirmar | En construcción | Prevista para Septiembre de 2025 | Terminal         | - Hospital de Especialidades IMSS - Bienestar "Dr. Pedro Daniel Martínez" |
| Libramiento Oriente | Por confirmar | En construcción | Prevista para Septiembre de 2025 | De paso          | - Carretera Federal 37- Libramiento de Uruapan                            |
| Plaza Ágora         | Por confirmar | En construcción | Prevista para Septiembre de 2025 | De paso          | - Centro Comercial Plaza Ágora                                            |
| Presidencia         | Por confirmar | En construcción | Prevista para Septiembre de 2025 | De paso          | - Edificio de la Presidencia Municipal de Uruapan                         |
| Centro              | Por confirmar | En construcción | Prevista para Septiembre de 2025 | De paso          | - Centro Histórico de Uruapan                                             |
| Mercado Poniente    | Por confirmar | En construcción | Prevista para Septiembre de 2025 | Terminal         | - Mercado Zona Poniente - Parque Nacional Barranca del Cupatitzio         |

La misma utilizará un total de 98 cabinas modelo Omega V de la empresa suiza CWA Constructions (mismas usadas en las líneas 1 y 3 del Cablebús de la Ciudad de México),cada una de las cuales tendrá una capacidad para 10 personas sentadas,con asientos individuales y plegables pensados para permitir el ingreso con bicicletas, los cuales están hechos de madera y cuentan con un sistema antivandalismo.Dichas cabinas tienen un diseño de alta calidad que ha sido premiado con el RedDot Award con la categoría Best of the Best.
El gobernador del estado de Michoacán, Alfredo Ramírez Bedolla, aseguró que el teleférico será 100% ecológico pues funcionará con energía hidroeléctrica proveniente de la presa J. Múgica, propiedad del gobierno estatal.